# ヒューゴー・フリードホーファー
ヒューゴー・フリードホーファー（Hugo Friedhofer, 1901年5月3日  - 1981年5月17日）は、アメリカ合衆国の作曲家。ヒューゴ・フリードホーファーとも表記される。

## 略歴
サンフランシスコ出身。音楽家の一家に生まれ、13歳からチェロを始めた。バークレーでレッスンを受けた後に、市民交響楽団のチェロ奏者となった。
1929年、フォックス映画の『サニー・サイド・アップ』の編曲を手がけたのをきっかけに、ワーナー・ブラザースにオーケストレーターとして雇われ、50本以上の映画を手がけた。ワーナーでは主にマックス・スタイナーとエーリヒ・ヴォルフガング・コルンゴルトと仕事をし、スケッチをスコアにおこす彼の熟練の腕に2人とも信頼を置いていた。
1937年には『マルコ・ポーロの冒険』で初めて全編の音楽を担当した。1930年代から1940年代にかけてオーケストレーターとして働いていたが、1946年に『我等の生涯の最良の年』でアカデミー作曲賞を受賞すると、作曲家としての仕事が増えるようになった。他に『気まぐれ天使』、『ジャンヌ・ダーク』、『決戦攻撃命令』、『ならず者部隊』、『島の女』、『めぐり逢い』、『若き獅子たち』でアカデミー賞にノミネートされた。

## 主な作曲作品

### 映画
- 五十年後の世界 Just Imagine (1930)
- ブロードウェイ・バッド Broadway Bad (1933)
- 裏切る唇 My Lips Betray (1933)
- 丘の一本松 The Trail of the Lonesome Pine (1936)
- 鐘の音（別タイトル：チロルの晩鐘） Sins of Man (1936)
- 天国漫歩 Topper (1937)
- マルコ・ポーロの冒険 The Adventures of Marco Polo (1938)
- 貴方なしでは Made for Each Other (1939)
- 黄昏 Remember the Day (1941) クレジットなし
- チャイナガール China Girl (1942)
- 救命艇 Lifeboat (1944)
- 謎の下宿人 The Lodger (1944)
- 勝利の園 Home in Indiana (1944)
- ミッドウェイ囮作戦 Wing and a Prayer (1944)
- 戦うロビン・フッド The Bandit of Sherwood Forest (1945)
- 我等の生涯の最良の年 The Best Years of Our Lives (1946)
- ボディ・アンド・ソウル Body and Soul (1947)
- 気まぐれ天使 The Bishop's Wife (1947)
- ジャンヌ・ダーク Joan of Arc (1948)
- 魅惑 Enchantment (1948)
- ヒット・パレード A Song Is Born (1948)
- 戦乱の花嫁 Bride of Vengeance (1949)
- 反逆の罪 Guilty of Treason (1950)
- 群狼の街 The Sound of Fury (1950)
- 西部の二国旗 Two Flags West (1950)
- 恐怖の一夜 Edge of Doom (1950)
- 折れた矢 Broken Arrow (1950)
- 別働隊 Captain Carey, U.S.A. (1950)
- 心の青空 No Man of Her Own (1950)
- 三人の帰宅 Three Came Home (1950)
- 地獄の英雄 Ace in the Hole (1951)
- 嵐を呼ぶ太鼓 Lydia Bailey (1952)
- イエロースカイの対決 Face to Face (1952)
- 決戦攻撃命令 Above and Beyond (1952)
- 東方の雷鳴 Thunder in the East (1952)
- ホンドー Hondo (1953)
- ベラクルス Vera Cruz (1954)
- 雨のランチプール The Rains of Ranchipur (1955)
- 黄金の都 Seven Cities of Gold (1955)
- 一攫千金を夢みる男 Soldier of Fortune (1955)
- 恐怖の土曜日 Violent Saturday (1955)
- 白い羽根 White Feather (1955)
- ならず者部隊 Between Heaven and Hell (1956)
- 流転の女 The Revolt of Mamie Stover (1956)
- 殴られる男 The Harder They Fall (1956)
- 陽はまた昇る The Sun Also Rises (1957)
- めぐり逢い An Affair to Remember (1957)
- 島の女 Boy on a Dolphin (1957)
- 掠奪者の群 Raiders of Old California (1957)
- 若き獅子たち The Young Lions (1958)
- 大戦争 In Love and War (1958)
- 黒船 The Barbarian and the Geisha (1958)
- 戦雲 Never So Few (1959)
- 嘆きの天使 The Blue Angel (1959)
- 太陽の谷 This Earth Is Mine (1959)
- 愛は憎しみの彼方に Woman Obsessed (1959)
- 第三の犯罪 Homicidal (1961)
- 片目のジャック One-Eyed Jacks (1961)
- 野獣になった王様 Beauty and the Beast (1962)
- 酋長ジェロニモ Geronimo (1962)
- 侵略戦線 The Secret Invasion (1964)
- レッド・バロン Von Richthofen and Brown (1971)
- プライベート・パーツ Private Parts (1972)

### テレビドラマ
- アウトローズ Outlaws (1960-1961)
- 原子力潜水艦シービュー号 Voyage to the Bottom of the Sea (1964)
- アイ・スパイ I Spy (1966-1968)
- ガンマン無情 The Guns of Will Sonnett (1967)
- 対決ランサー牧場 Lancer (1968-1969)
- FBIアメリカ連邦警察 The F.B.I. (1970)
- 名探偵ジョーンズ Barnaby Jones (1973-1978)

## 受賞歴

### アカデミー賞
受賞
1947年 アカデミードラマ・コメディ音楽賞:『我等の生涯の最良の年』
ノミネート
1946年 アカデミードラマ・コメディ音楽賞:『飾窓の女』
1948年 アカデミードラマ・コメディ音楽賞:『気まぐれ天使』
1949年 アカデミードラマ・コメディ音楽賞:『ジャンヌ・ダーク』
1954年 アカデミードラマ・コメディ音楽賞:『決戦攻撃命令』
1957年 アカデミー劇・喜劇映画音楽賞:『ならず者部隊』
1958年 アカデミー作曲賞:『めぐり逢い』、『島の女』
1959年 アカデミードラマ・コメディ映画音楽賞:『若き獅子たち』